# Robert Silverberg
Robert Silverberg (ur. 15 stycznia 1935) – amerykański pisarz i redaktor science fiction i fantasy. Wielokrotny zdobywca nagród Hugo, Nebula, Locusa i Damon Knight Memorial Grand Master Award, członek Science Fiction and Fantasy Hall of Fame. W latach 1967–1968 prezes SWFA.
Publikował pod wieloma pseudonimami, m.in. Calvin M. Knox, Ivar Jorgenson, David Osborne.

## Życiorys
Urodził się w Brooklynie w Nowym Jorku w żydowskiej rodzinie. W wieku 14 lat założył własny fanzin. Zaczął pisać opowiadania i wysyłać je do magazynów fantastycznych już we wczesnych latach młodzieńczych. Studiował na Uniwersytecie Columbia i ukończył literaturę angielską w 1956.
Pierwsze opowiadanie Gorgon Planet opublikował w brytyjskim magazynie „Nebula Science Fiction” w 1954, a pierwszą powieść Revolt on Alpha C wydał w roku 1955. Rok później zdobył nagrodę Hugo dla najlepszego pisarza debiutującego. Jednak w 1959 roku rynek science fiction w Stanach przechodził kryzys i Silverberg zaczął pracować na innych polach literatury. Zajmował się szerokim zakresem twórczości literackiej od powieści historycznych, po twórczość erotyczną dla Nightstand Books.
Za namową Frederika Pohla w połowie lat 60. Silveberg powrócił do pisania science fiction. Po latach wytężonej pracy (otrzymał wiele nagród, w tym Hugo i Nebulę) Silverberg przeniósł się z Nowego Jorku na Zachodnie Wybrzeże w 1972. Następnie zapowiedział, że zerwie z literaturą w roku 1975. Po pięciu latach powrócił jednak do pracy z Zamkiem lorda Valentaine'a.
Dwukrotnie żonaty: Barbara Brown (1956-1986), Karen Haber (od 1987).

## Nagrody
Większość nagrodzonych krótkich form zawiera zbiór Pożeglować do Bizancjum.

### Hugo
- Najbardziej Obiecujący Nowy Autor (Most Promising New Author, 1956),
- Skrzydła nocy (Nightwings, opowiadanie, 1969),
- Gilgamesz na pustkowiu (Gilgamesh in the Outback, opowiadanie, 1987),
- Na scenę wkracza żołnierz. Za nim wkracza drugi (Enter a Soldier. Later: Enter Another, nowela, 1990).

### Locus
- Rodzimy się z umarłymi (Born with the Dead, opowiadanie, 1975),
- Zamek lorda Valentaine'a(inne języki) (Lord Valentine’s Castle, powieść fantasy, 1981),
- Tajemny gość (The Secret Sharer, opowiadanie, 1988),
- zbiory krótkich form: The Collected Stories of Robert Silverberg, Volume 1: Secret Sharers 1993,
- antologie: The Science Fiction Hall of Fame Volume 1 1971, Epoch 1976 (razem z Rogerem Elwoodem), Legendy 1999, Dalekie horyzonty 2000.

### Nebula
- Pasażerowie (Passengers, krótka forma, 1969),
- Czas przemian (A Time of Changes, powieść, 1971),
- Dobre wieści z Watykanu (Good News from the Vatican, krótka forma, 1971),
- Rodzimy się z umarłymi (Born with the Dead, opowiadanie, 1974),
- Pożeglować do Bizancjum (Sailing to Byzantium, opowiadanie, 1985).

### Inne
- Damon Knight Memorial Grand Master Award (2004),
- The Feast of St. Dionysus (Nagroda Jupitera, opowiadanie, 1974).